# Lövstalöt
Lövstalöt är en tätort i Uppsala kommun, på Uppsalaslätten 12 km norr om Uppsala, 3 km öster om Bälinge i Bälinge socken, Uppsala län. 
Genom Lövstalöts östra delar går gamla E4, numera länsväg C 600, som varit olycksbelastad. E4 har sin nya sträckning som motorväg längre österut.

## Ortnamnet
"Lövsta" i "Lövstalöt" syftar på byn Lövsta strax norr om Lövstalöt. År 1344 skrevs bynamnet "Lövsta" som in Lydistum. Detta har antagits innehålla ett manligt så kallat binamn: Lydhir = "Lyssnaren". Till detta har fogats en form av fornsvenskans ord stadher = "ställe", "gård". Ordet "löt" betyder betesmark.

## Befolkningsutveckling
| Befolkningsutvecklingen i Lövstalöt 1965–2020 | Befolkningsutvecklingen i Lövstalöt 1965–2020 | Befolkningsutvecklingen i Lövstalöt 1965–2020 | Befolkningsutvecklingen i Lövstalöt 1965–2020 | Befolkningsutvecklingen i Lövstalöt 1965–2020 |
| --------------------------------------------- | --------------------------------------------- | --------------------------------------------- | --------------------------------------------- | --------------------------------------------- |
|                                               |                                               |                                               |                                               |                                               |
| År                                            |                                               |                                               | Folkmängd                                     | Areal (ha)                                    |
| 1965                                          | 1965                                          |                                               | 359                                           |                                               |
| 1970                                          | 1970                                          |                                               | 943                                           |                                               |
| 1975                                          | 1975                                          |                                               | 972                                           |                                               |
| 1980                                          | 1980                                          |                                               | 894                                           |                                               |
| 1990                                          | 1990                                          |                                               | 891                                           | 62                                            |
| 1995                                          | 1995                                          |                                               | 871                                           | 66                                            |
| 2000                                          | 2000                                          |                                               | 880                                           | 66                                            |
| 2005                                          | 2005                                          |                                               | 982                                           | 69                                            |
| 2010                                          | 2010                                          |                                               | 1 046                                         | 71                                            |
| 2015                                          | 2015                                          |                                               | 1 399                                         | 92                                            |
| 2020                                          | 2020                                          |                                               | 1 445                                         | 94                                            |
| Anm.: Ny tätort 1965                          |                                               |                                               |                                               |                                               |

## Samhället
Bebyggelsen i Lövstalöt domineras av enplansvillor från 1960-talet, även om både kedjehus från 1980-talet och nybyggda en och en halv-plansvillor finns. Ett nytt området började uppfördes 2008 på åkrarna väster om Lövstalöt. Fullt utbyggt innebär det då utökning med närmare 100 nya hushåll.
I Lövstalöt finns en förskola. Utöver detta finns en bilverkstad, ett åkeri samt en miljöstation. Dessutom finns ett större försäljningsställe och verkstad för traktorer, skogsvårdsutrustning och trädgårdsredskap. 
Stadsbussar trafikerar sträckan Bälinge-Uppsala via Lövstalöt. Restid till Uppsala centrum är cirka 20 minuter. Med bil tar resan omkring 15 minuter. 
Fram till 1980-talet fanns en skola i Lövstalöt. Denna skola uppfördes redan 1892 och finns bevarad, men används i dag som bostadshus. Efter att skolan lagts ner fick barnen redan från årskurs 1 början i skolan i Bälinge. I början av 1990-talet byggdes en ny skola för årskurserna 1-3 i anslutning till förskolan i Lövstalöt. Även denna skola är dock numera nedlagd. 
Mitt i Lövstalöt finns ett fornlämningsområde.

## Idrott
I orten finns en fotbollsplan som används av Bälinge IF.

## Kända personer från Lövstalöt
- Gurgîn Bakircioglu, programledare för Sveriges Radio och Barnkanalen. Han har tidigare varit krönikor för bl.a. Metro.
- Ola Andersson, tidigare fotbollsspelare i Sirius och AIK samt expertkommentator i SVT och sportchef.